# ماتیلدا کشسینسکا
ماتیلدا کشسینسکا (انگلیسی: Mathilde Kschessinska; ۳۱ اوت ۱۸۷۲ – ۶ دسامبر ۱۹۷۱)  رقصندهٔ برجستهٔ بالهٔ روسی بود که در اواخر قرن نوزدهم و اوایل قرن بیستم در بالهٔ مارینسکی به شهرت رسید. او یکی از بزرگ‌ترین پریما بالرین‌های زمان خود بود و تأثیر عمیقی بر بالهٔ امپراتوری روسیه گذاشت. زندگی او به دلیل استعداد هنری و همچنین روابط نزدیک با خاندان سلطنتی روسیه، مورد توجه تاریخ‌نگاران و علاقه‌مندان به هنر قرار گرفته است.

## زندگی اولیه و آموزش
ماتیلدا کشسینسکا در یک خانوادهٔ لهستانی‌الاصل در سنت پترزبورگ، روسیه متولد شد. پدر او، که خود یک رقصندهٔ باله بود، او را از کودکی با این هنر آشنا کرد. او در آکادمی بالهٔ امپراتوری تحصیل کرد و به سرعت استعداد فوق‌العادهٔ خود را در تکنیک‌های کلاسیک و ظرافت حرکات به نمایش گذاشت.

## دوران حرفه‌ای و شهرت
کشسینسکا در سال ۱۸۹۰ به بالهٔ مارینسکی پیوست و به سرعت به عنوان یکی از بهترین رقصندگان روسیه شناخته شد. او در نقش‌های برجسته‌ای همچون «دریاچهٔ قو»، «فندق‌شکن» و «خواب زیبای جنگل» هنرنمایی کرد. سبک او، که ترکیبی از قدرت تکنیکی، بیان احساسی و ظرافت بود، موجب شد که به عنوان پریما بالرینا آسولوتا شناخته شود.

## روابط با خاندان سلطنتی
یکی از جنجالی‌ترین جنبه‌های زندگی کشسینسکا، رابطهٔ نزدیک او با نیکلای دوم، آخرین تزار روسیه بود. گفته می‌شود که او معشوقهٔ نیکلای پیش از ازدواج او با الکساندرا فیودورونا بوده است. پس از ازدواج نیکلای، کشسینسکا روابطی با دوک‌های بزرگ روسی از جمله دوک بزرگ سرگئی میخائیلوویچ برقرار کرد، که این موضوع به شهرت و نفوذ او در دربار افزود.

## انقلاب روسیه و تبعید
با وقوع انقلاب روسیه در ۱۹۱۷، کشسینسکا مجبور به ترک روسیه شد. او ابتدا به فرانسه مهاجرت کرد و در آنجا به آموزش باله پرداخت. او مدرسهٔ رقص خود را در پاریس تأسیس کرد و شاگردان برجسته‌ای را تربیت کرد که بعدها به بزرگان بالهٔ قرن بیستم تبدیل شدند.

## سال‌های پایانی و میراث
ماتیلدا کشسینسکا در فرانسه باقی ماند و تا پایان عمر به تدریس باله ادامه داد. او در سن ۹۹ سالگی درگذشت، اما تأثیر او بر بالهٔ کلاسیک همچنان باقی مانده است. زندگی او الهام‌بخش کتاب‌ها، نمایش‌ها و فیلم‌های مختلفی شده و او را به عنوان یکی از افسانه‌های رقص باله در تاریخ ماندگار کرده است.